# Orthotylus necopinus
Orthotylus necopinus är en insektsart som beskrevs av Van Duzee 1916. Orthotylus necopinus ingår i släktet Orthotylus och familjen ängsskinnbaggar. Inga underarter finns listade i Catalogue of Life.